# Fietssnelweg F29
De F29 is een fietssnelweg van 13,9 km van Brussel via Tervuren tot in Leuven, waardoor hij een alternatief vormt voor de N3. Hij is al befietsbaar, maar een fietstunnel in Egenhoven is nog in aanbouw.

## Traject
Het traject tussen Brussel en Tervuren maakt ook deel uit van de Europese fietsroute EuroVelo 5.
In Bertem sluit de F29 aan op de fietssnelweg F203.

## Geschiedenis
Een project van De Werkvennootschap optimaliseert het deel in Vlaanderen vanaf het Vierarmenkruispunt in Tervuren en Leuven tot de aansluiting op de stadsring van Leuven met een budget van 20 miljoen euro voor onder andere de bouw van twee fietsbruggen, waarvan een overdekte houten brug over de R0 en een tuibrug over de E40, alsook een fietstunnel in Leuven.
In februari 2024 startte de aanleg van een afgescheiden tweerichtingsfietspad naast de Koning Boudewijnlaan in Leuven, tot aan de E314, samen met een busbaan.

### Fietsbrug Vierarmenkruispunt
De overdekte houten fietsbrug over de Brusselse Ring aan het Vierarmenkruispunt is de eerste houten fietsbrug van dergelijke omvang in Vlaanderen. De voorbereiding en opbouw, op de middenberm van de Tervurenlaan, startte in maart 2023, de brug werd geplaatst op 21-22 september 2024 met speciale kranen, de indienstname volgde op 8 november 2024.